# C9N
C9N (abreviado para Canal 9 Notícias) é um canal de televisão aberta paraguaio focado em programação de notícias. Iniciou suas transmissões como repetidora do canal SNT e, posteriormente, como canal local. É propriedade do canal SNT.

## História
Em 04 de dezembro de 1980, o canal Televisora del Este entrou no ar com retransmissão do Sistema Nacional de Televisão, junto com sua própria programação focada no Alto Paraná.
Possui escritórios em Alto Paraná, com estúdios próprios, novas tecnologias e está sendo comandado por jovens altoparanaenses.
Em setembro de 2013, foi lançado como canal independente a Sur TV Itapúa.
Em 18 de abril de 2017, a Paraná TV foi relançado como C9N sendo o primeiro canal de notícias na TV aberta, lançou-se ao mesmo tempo que NPY.